# マルタ料理
マルタ料理（マルタりょうり、マルタ語: Kċina ta' Malta）は、マルタの歴史を反映し、シチリアおよびイングランド、ならびにスペイン、フランス、マグリブ、プロヴァンス、および他の地中海料理の影響が強く示される。食糧のほとんどを輸入しなければならず、重要な貿易経路の途中に位置し、島を支配する在留外国人勢力に料理を提供する必要があることにより、マルタ料理は海外の影響を受け入れた。伝統的なマルタのウサギの蒸し煮（fenek）は、国民的料理とされることが多い。

## 歴史
マルタの歴史と地理は、マルタ料理に重大な影響を与えた。食糧のほとんどを輸入しなければならず、重要な貿易経路の途中に位置し、島を支配する在留外国人勢力に料理を提供する必要があることにより、マルタ料理は遠い昔から海外の影響を受け入れた。海外の料理と味を吸収し、アレンジして受け入れた。イタリア（特にシチリア）、中東およびアラブの食品は強い影響を及ぼし、マルタの聖ヨハネ騎士団と近年の英国統治が遠く離れた地からの要素をもたらした。
騎士団はヨーロッパの多くの国々（特にフランス、イタリアおよびスペイン）で歓迎され、これらの国々からの影響を持ち帰った。たとえば、たっぷりのニンニク、ハーブ、およびトマトと魚を煮込むブイヨン、アリオッタをマルタのブイヤベースに取り入れた。騎士団の交流と富はまた、新世界からの食品をもたらした。マルタはヨーロッパで（スペインに次いで）チョコレートを最初期に味わった国の1つと考えられている。
イギリス軍の駐留は、駐屯隊とその家族向け、のちにはイギリスからの多くの観光客向けの需要を意味した。英国マスタード、ボブリル、HPソースおよびウスターソースのようなイギリスの食品、調味料、ソースは、今もわずかであるがマルタの調理に普及している。他の輸入品は名目のみであった。マルタ語の「aljoli」は外来語のようであるが、マルタでのこのソースにはアイオリソースのように卵黄は使われず、替わりにハーブ、オリーブ、アンチョビおよびオリーブ・オイルで作る。同様に、マルタ語の「taġen」はタジン鍋のマルタ語「tajine」に関連しているが、金属製フライパンだけを意味する。

## 料理と独自性

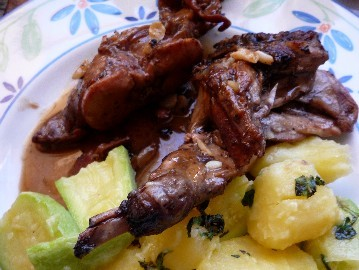
ワインとニンニクで炒めたウサギ肉

マルタ料理の発展には独自性に関連する多くの転機がある。最も顕著な例は、国民的料理として呼ばれることが多い伝統的マルタ料理stuffat tal-fenek（ウサギの煮込み）であり、聖ヨハネ騎士団が課した狩猟制限に対する抵抗の象徴を表す料理として始まった可能性が高い。18世紀後半に制限が解除された後、フランスの騎士団のおかげてフランスから取り入れた技術でウサギは家畜化され、原産種が増加して安価となったことによりこの料理は人気となった。
豚肉が人気であり様々な料理に使われることは、マルタがキリスト教諸国の境界に位置することに起因する。イスラム教徒の食文化では禁忌である食品を食べることは自国と他を区別するための一種の自己識別となった。豚肉料理（切り身または詰め物入り豚バラ肉のグリル）やマルタ・ソーセージ材料を豚肉がほぼ独占することに加えて、Kawlata（野菜スープ）やross il-forn（焼き飯）のような料理の具に豚肉を使うことは、数世紀にわたってマルタ固有の料理の慣習となった。
オーストリアがEU議長国であった2006年のイベントCafé Europeで「代表」するマルタのペイストリーにMaqrutが選ばれた。
硬くて厚めのクラスト（皮）が特徴的で、平ためのリング状をしたサワードウブレッドのフティーラは、通常は、イワシ、ツナ、ジュベイナ、ジャガイモ、タマネギ、ケッパー、オリーブ、オリーブ・オイルとフレッシュトマトまたはクンセルバ（伝統的なトマトペースト）などの具材と共に食され、2020年、その料理技法と文化は「イル・フティーラ、マルタの平たいサワードウブレッドの料理技法と文化」としてユネスコの無形文化遺産の一覧に登録された。

## 多様性

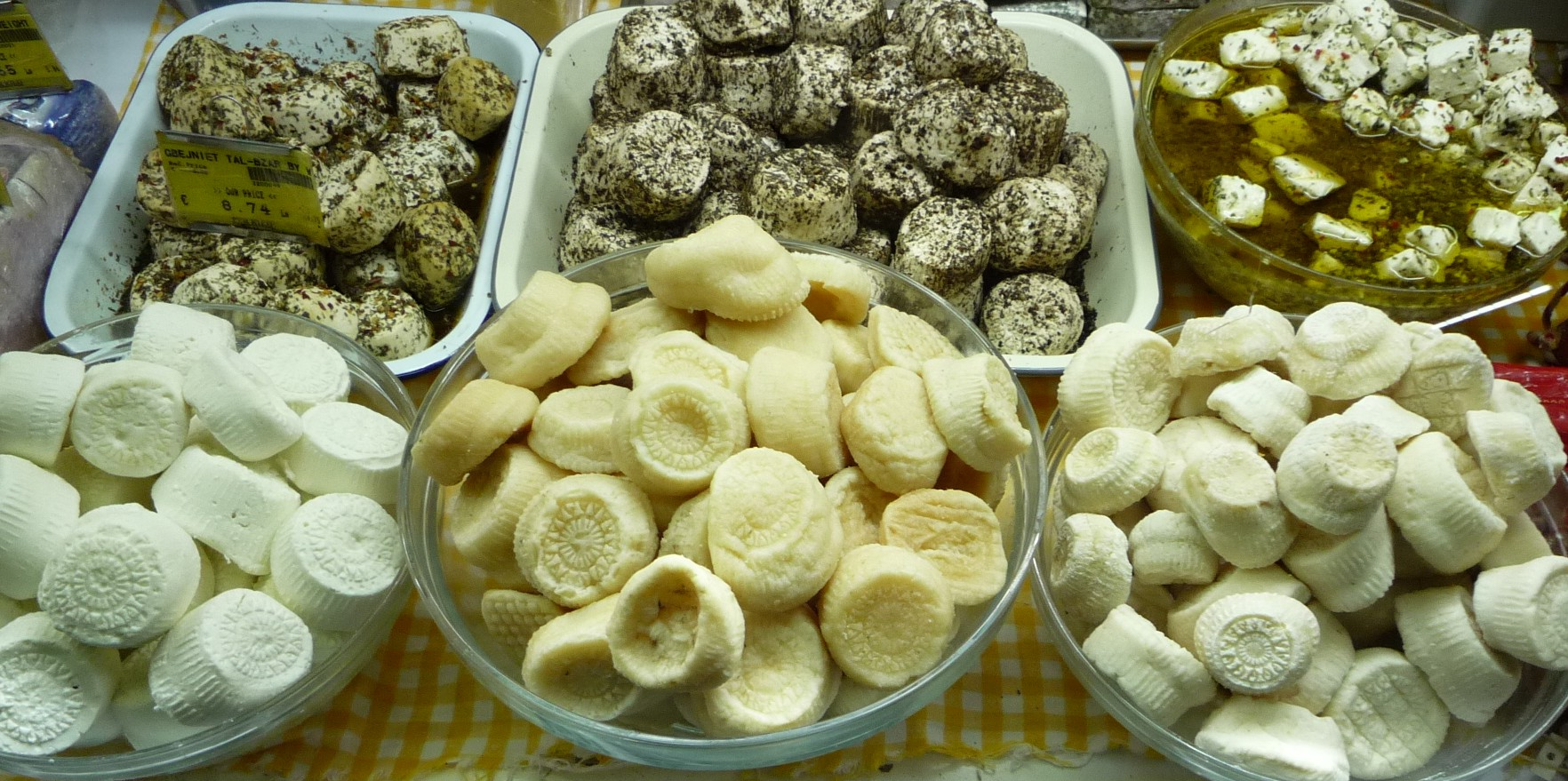
フレッシュまたは加塩熟成チーズ（ジュベイナ）の品揃え

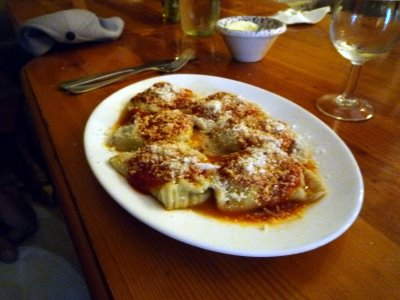
ゴゾ島のラビオリ（Gozitan ravjul）

### 地域
マルタの領土は狭いが、地域により多様性がある。これは特にゴゾ島でみられる。ゴゾチーズ（ġbejna t'Għawdex）および、ジャガイモやジュベイナと卵、粉チーズ、トマト、アンチョビ、オリーブ、リコッタおよびマルタソーセージや他の様々な食材を乗せたまたは詰めたフティーラ、ftira Għawdxijaなどの名称から明らかである。
他のゴゾ島特有の料理にはゴゾチーズの食材利用があり、たとえばラビオリでリコッタの替わりのフィリングに使う。

### 季節

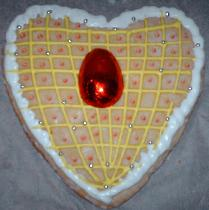
伝統的な復活祭の菓子 - Figolla

デザートや菓子には季節の顕著な多様性がある。Prinjolata、Kwareżimal、karamelli tal-ħarrub、ftira tar-Randan、figollaおよびqagħaq tal-għaselはすべて特定の季節に関連した菓子である。
カトリック教会の四旬節での断食は主に肉および乳製品が対象であるため、この期間はシイラなどの魚、同様にカタツムリの煮込み（マルタ語: bebbux）、具詰めアーティチョーク（マルタ語: qaqoċċ mimli）、ジュベイナのフリッター（マルタ語: sfineġ）、野菜や魚（特にシラスおよび塩漬干ダラ (en) ）が人気である。
聖週間にパン屋はアーモンド粒トッピングが典型的な大きなベーグルも焼き、qagħqa tal-appostli（「使徒のベーグル」の意味）と呼ばれる。四旬節の通常春季に、いくつかの料理の季節向けアレンジ、たとえばkusksu（野菜とパスタの料理）のような料理への新鮮なソラマメの追加などを行う。
11月には、għadam tal-mejtin（「死者の骨」の意味、イタリア語: ossa dei morti）を作る。これはfigollaと似ているが骨の形状に作る。